# Hải Ninh, Hà Tĩnh
Hải Ninh là một phường thuộc tỉnh Hà Tĩnh, Việt Nam. Phường được hình thành trên cơ sở sáp nhập các phường Kỳ Ninh, xã Kỳ Hà của thị xã Kỳ Anh cũ và xã Kỳ Hải của huyện Kỳ Anh cũ trong đợt Sáp nhập tỉnh thành Việt Nam 2025.

## Địa lý
- Phía Bắc và phía Tây giáp xã Kỳ Khang
- Phía Đông giáp biển Đông
- Phía Nam giáp phường Sông Trí và Vũng Áng.[2]

## Hành chính và tên gọi
Phường Hải Ninh được thành lập theo Nghị quyết số 1665/NQ-UBTVQH15 của Ủy ban Thường vụ Quốc hội Việt Nam, ban hành ngày 16 tháng 6 năm 2025. Theo đó, sắp xếp toàn bộ diện tích tự nhiên, quy mô dân số của phường Kỳ Ninh, xã Kỳ Hà và xã Kỳ Hải của thị xã Kỳ Anh và huyện Kỳ Anh cũ thành phường mới có tên phường Hải Ninh.
Phường Hải Ninh có diện tích 39,37 km2, quy mô dân số 20.399 người. Địa điểm đặt trụ sở đơn vị hành chính mới ở ủy ban nhân dân phường Kỳ Ninh cũ.